# Cràter de Silverpit

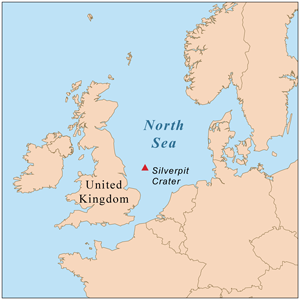
Situació aproximada del cràter de Silverpit

El cràter de Silverpit és una estructura submarina a sota la mar del Nord, davant la costa del Regne Unit. Aquesta forma és semblant a un cràter, anomenada així en referència a Silver Pit –una vall submarina propera coneguda per generacions de pescadors– i fou descoberta durant l'anàlisi rutinària de dades sismològiques recollides en el transcurs de prospeccions de petroli, i el 2002 fou descrita per primera vegada com un possible cràter d'impacte. Si és realment així, seria el primer cràter d'impacte identificat al Regne Unit o a prop seu. Tanmateix, aquesta interpretació és controvertida i se n'han proposat orígens alternatius. Se situa l'edat de l'estructura entre 74 i 45 milions d'anys (Cretaci superior – Eocè).

## Descobriment
El cràter fou descobert pels geocientífics petroliers Simon Stewart, de BP, i Philip Allen, de Production Geoscience Ltd., durant una anàlisi rutinària de dades sísmiques mentre buscaven dipòsits de gas natural en una regió a uns 130 km de l'estuari de l'Humber. Allen remarcà un conjunt inusual d'anells concèntrics. Tot i que semblava que podrien haver estat creats per un impacte, Allen no tenia experiència amb les estructures d'impacte, de manera que en penjà una imatge a la paret del seu despatx, esperant que algú altre pogués aclarir-ne el misteri. Stewart, que visitava Production Geoscience en referència a un tema diferent, veié la imatge i suggerí que podria ser una estructura d'impacte. El descobriment del cràter i la hipòtesi de l'impacte foren recollits a la revista Nature el 2002.
El cràter de Silverpit fou anomenat en referència a la zona pesquera de Silver Pit, on està situat. Aquest nom fou donat pels pescadors a una llarga i gran àrea deprimida situada al fons de la mar del Nord, que es creu que és una antiga vall fluvial que es formà quan el nivell del mar era més baix durant l'època glacial.
Només tres anys abans que s'anunciés el descobriment del cràter de Silverpit, s'havia suggerit que les dades sísmiques de la mar del Nord tenien grans possibilitats de contenir proves d'un cràter d'impacte: tenint en compte la velocitat de formació de cràters a la Terra i la mida de la mar del Nord, el nombre esperat de cràters d'impacte seria un. El cràter es troba habitualment sota una capa de sediments de fins a 1.500 m de gruix, que forma el llit de la mar del Nord a una profunditat d'uns 40 m. Estudis suggereixen que, a l'època de la formació del cràter, l'àrea es trobava sota 50 i 300 m d'aigua.

## Origen
L'origen del cràter és actualment tema de debat dins la comunitat geocientífica, i se n'han proposat teories alternatives com ara una retirada de la sal o una conca en separació, suscitant dubtes sobre la categorització de Silverpit com a estructura d'impacte.

### Proves a favor de la teoria de l'impacte
Allen i Stewart valoraren i rebutjaren altres mecanismes de producció de cràters quan descobriren el cràter de Silverpit. N'exclogueren el vulcanisme perquè no hi havia anomalies magnètiques al cràter, que serien d'esperar si s'hi haguessin produït erupcions. La retirada de dipòsits de sal situats a sota el cràter, que és un mecanisme conegut de formació d'alguns cràters, fou descartada perquè les capes de roca del Triàsic i del Permià situades a sota el cràter no semblen haver estat pertorbades. Un altre indici important que un impacte havia creat el cràter era la presència d'un pic central –quelcom difícil de formar-se excepte en un impacte de meteorit.

### Proves a favor d'interpretacions alternatives
Les anàlisis de dades sísmiques a més gran escala, però més antigues, per part del professor John Underhill, geòleg de la Universitat d'Edimburg, el dugué a suggerir que la retirada de material a les profunditats era en realitat una explicació més adequada. Underhill observà que totes les capes de roca fins al Permià (amb una edat d'uns 250 milions d'anys) estaven plegades sinclinalment, i que els sediments d'aquesta era del cràter havien perdut gruix, i suggerí que el cràter s'estava formant mentre es dipositaven sediments permians.

## Estructura

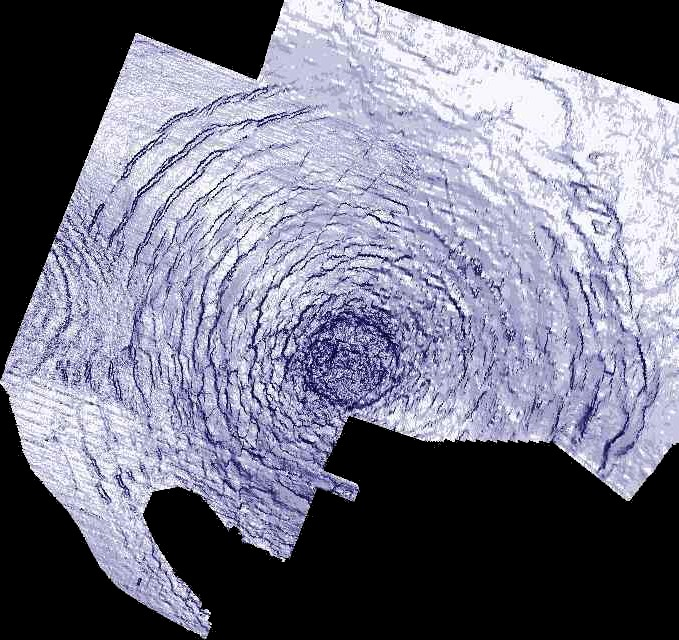
Dades sísmiques que mostren el cràter i la seva estructura d'anells concèntrics (crèdits de la imatge: Phil Allen (PGL) i Simon Stewart (BP))

Silverpit té aproximadament 2,4 km d'ample. Està envoltat d'anells concèntrics, la qual cosa és inusual per a cràters en la superfície, que s'estenen a prop de 10 km del centre. Aquests anells donen al cràter un aspecte una mica similar al cràter Valhalla de Cal·listo, la lluna de Júpiter, i altres cràters similars a Europa.[4] Normalment, els cràters amb anells tendeixen a ser molt més grans que el Silverpit, de manera que, si la hipòtesi de l'impacte és correcta, encara quedaria per aclarir l'origen dels anells del Silverpit. Un factor que complica les coses és que la major part dels impactes coneguts estan en terra ferma, mentre que dos terços dels objectes que impacten cauen al mar, de manera que els resultats d'impactes sota l'aigua han estat molt menys estudiats que els impactes en els continents.
Una possibilitat n'és que, després que l'impacte formés una depressió en forma de bol, el material suau del voltant llisqués cap al centre, deixant enrere els anells concèntrics. Es pensa que, perquè això hagi ocorregut, el material suau hauria de formar una capa prima, amb material més dur al damunt. Una capa prima de material mòbil sobre una capa dura és una configuració freqüent en les llunes congelades, però no és una cosa comuna en els cossos rocosos del sistema solar. S'ha suggerit que una capa calcària fortament pressionada sota la superfície va poder haver actuat com la capa suau i mòbil[5].

## L'impacte
A partir de la grandària del cràter i de la hipòtesi sobre la velocitat de l'objecte que va impactar, es pot estimar la grandària de l'objecte que va xocar. Els objectes que impacten, generalment, es desplacen a velocitats de l'ordre dels 20-50 km/s; a aquesta velocitat, caldria un objecte rocós d'uns 120 m de diàmetre i una massa de 2,0 × 10⁹ kg per a formar un cràter de la grandària del Silverpit. Si va ser un cometa, un objecte menys rocós que un meteorit, llavors la seva grandària hauria de ser una mica més gran.
A manera de comparació, s'estima que l'objecte que va xocar amb la Terra a Chicxulub va haver de mesurar aproximadament 9,6 km de diàmetre. Es pensa que l'objecte responsable de l'esdeveniment de Tunguska el 1908 va haver de ser un cometa o un asteroide de prop de 60 m de diàmetre, amb una massa d'aproximadament 4 × 108 kg.[6]
Un objecte de 120 m de diàmetre caient al mar a la velocitat de diversos quilòmetres per segon va haver de produir un enorme tsunami. Els científics estan actualment buscant proves de grans tsunamis a les àrees circumdants que hagin ocorregut en l'època estimada per a l'impacte; no obstant això, no se n'ha trobat fins ara evidència.

## Edat
La posició del cràter dins de les capes de roca i sediment en el fons del mar pot ser utilitzada per a establir-ne un rang d'edat: els sediments dipositats abans de la formació del cràter hauran sofert modificacions, mentre que aquells dipositats després de la seva formació no tindran característiques similars als d'altres zones properes. Allen i Stewart van trobar que la formació del Silverpit va modificar les capes de sediments del Cretaci i del Juràssic, deixant intactes les capes de sediment del període terciari. El període Cretaci va acabar fa uns 65 milions d'anys, de manera que el Silverpit va haver de formar-se fa aproximadament 60 o 65 milions d'anys. L'impacte del Chicxulub, que va ser probablement un factor principal en la desaparició dels dinosaures, va ocórrer fa 65 milions d'anys.
Aquest mètode per a calcular l'edat de formació és poc exacte, i els seus resultats són qüestionats amb les hipòtesis d'altres orígens del cràter d'Underhill. Altres formes possibles de datar l'impacte inclouen la recerca d'evidència de material expulsat com tektites i dipòsits del suposat tsunami, que podrien trobar-se en qualsevol part al voltant de la conca del mar del Nord, però aquestes proves haurien sofert repetides glaciacions. A més de permetre una millor determinació de l'edat del cràter, aquestes línies d'investigació també confirmarien la hipòtesi de l'impacte. Recentment, s'han realitzat dues perforacions petrolieres a l'àrea del sistema d'anells del cràter. El seu estudi podria donar llum sobre l'origen i l'edat del cràter.
Podria ser útil també estudiar mostres del centre del cràter per a la determinació del seu origen i edat, però aquest tipus de mostres no han estat preses fins ara.

## Part d'un impacte múltiple?

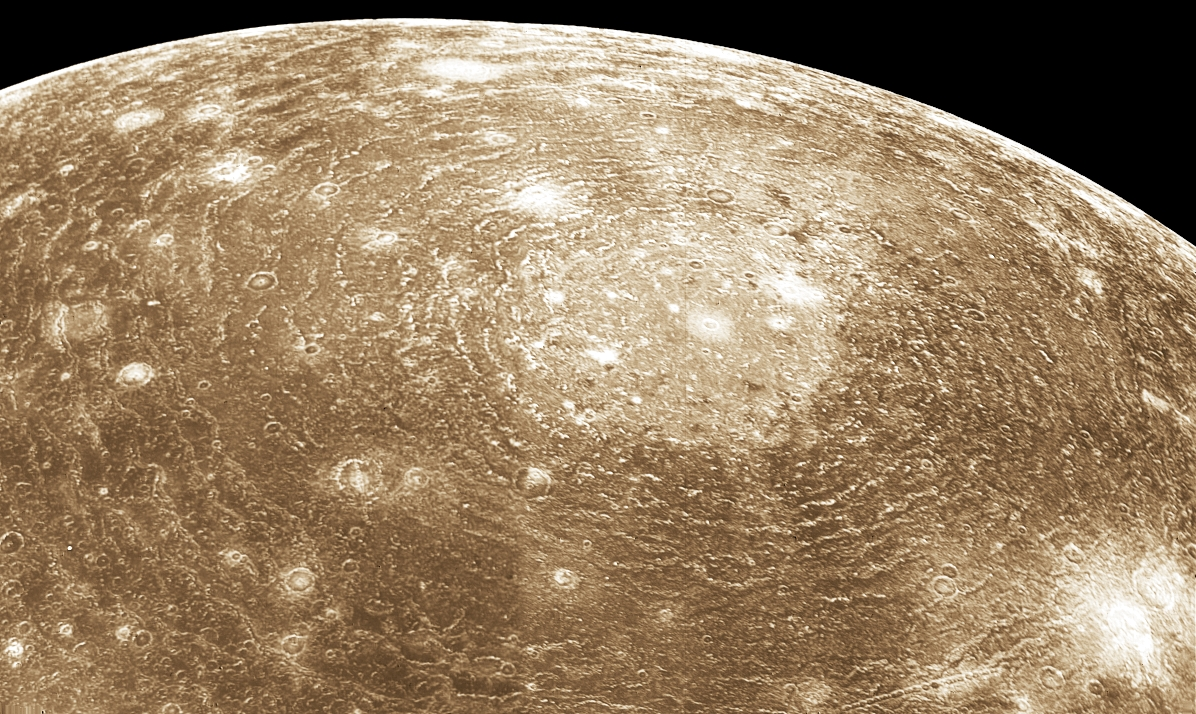
El Silverpit és més semblant al cràter Valhalla de la lluna Cal·listo de Júpiter que a altres cràters de la Terra

L'edat estimada del Silverpit condueix a la inevitable especulació sobre si està relacionat amb el cràter Chicxulub, de dimensions molt majors, i amb l'extinció dels dinosaures. L'edat encara no se'n coneix amb exactitud, de manera que només és possible fer-hi especulacions. No obstant això, altres grans cràters d'impacte d'aproximadament la mateixa edat han estat descoberts, tots entre la latitud 20° i 70° N, la qual cosa porta a pensar que l'impacte de Chicxulub va poder haver estat un d'una sèrie d'impactes que van ocórrer tots al mateix temps.
La col·lisió del cometa Shoemaker-Levy 9 amb Júpiter el 1994 va demostrar que les interaccions gravitacionals poden fragmentar un cometa, donant origen a diversos ocorreguts en un període de diversos dies en xocar amb un planeta. Els estels amb freqüència mostren els efectes de la interacció gravitacional en les seves llargues cues de gas, i és probable que efectes i col·lisions similars hagin ocorregut en el passat. Aquest escenari va poder haver ocorregut a la Terra fa 65 milions d'anys.
No obstant això, l'evidència per a aquesta hipòtesi encara no és gaire forta, perquè l'aproximació de les dates de creació del cràter Silverpit i dels altres hipotèticament associats tenen la precisió d'uns quants milions d'anys.